# Recuperación de energía

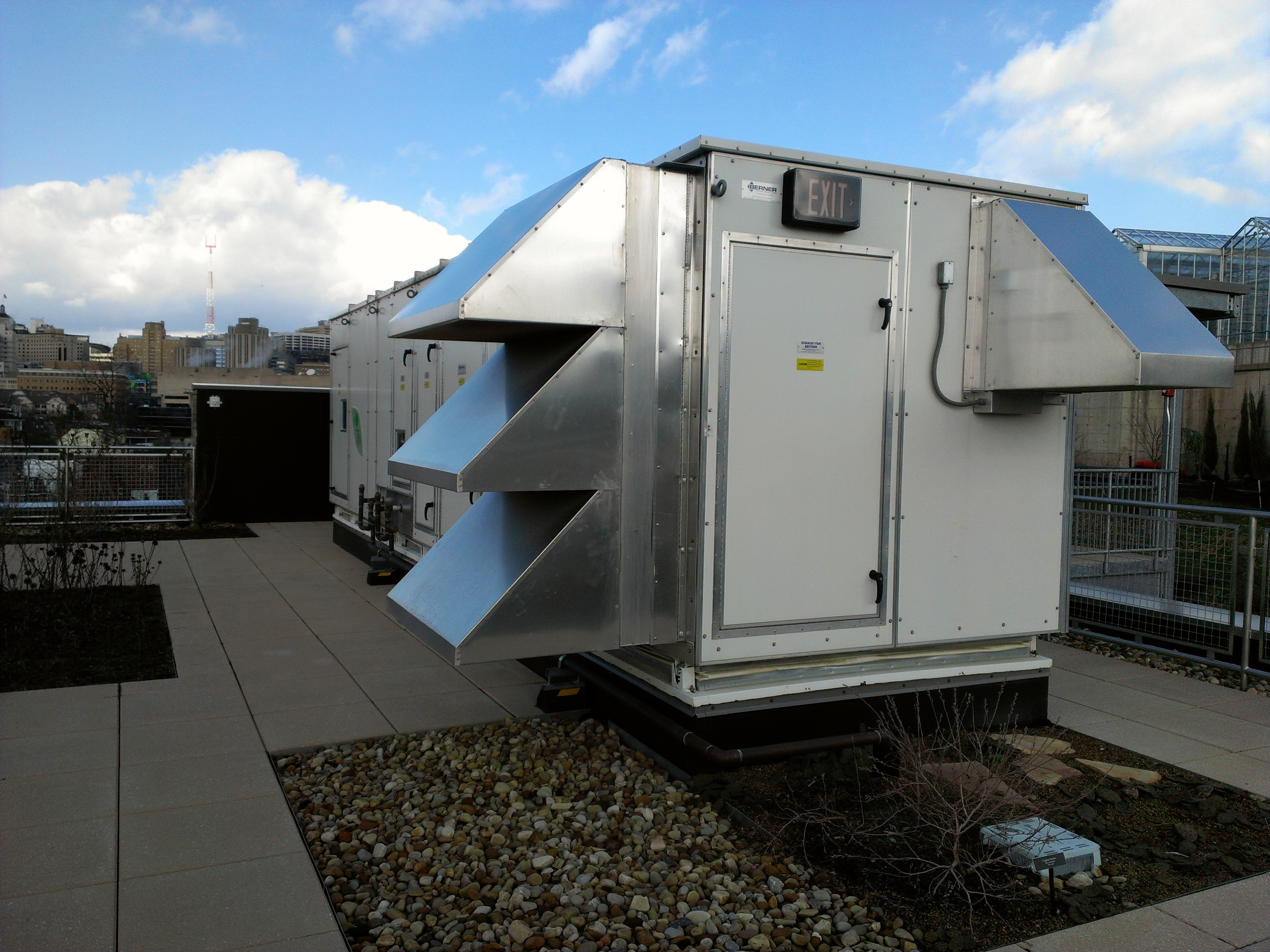
Sistema de recuperación de energía "Berner Tricoil" en la cima del Centro para el paisaje sostenible, en Pittsburgh, Pensilvania.

La recuperación de energía incluye cualquier técnica o método para reducir al mínimo la pérdida de energía de un sistema. Esta energía puede ser de cualquier tipo, pero la mayor parte de sistemas de recuperación de energía intercambian energía térmica.
En algunas circunstancias, el uso de una tecnología habilitadora, ya sea el almacenamiento de energía térmica diurna o el almacenamiento de energía térmica estacional (STES, que permite el almacenamiento de calor o frío entre temporadas opuestas), es necesario para hacer factible la recuperación de energía. Un ejemplo es el calor residual de las máquinas de aire acondicionado, almacenadas en un tanque amortiguador para ayudar en la calefacción nocturna. Otra es una solicitud STES en una fundición de Suecia. El calor residual se recupera y se almacena en una gran masa de roca madre que es penetrada por un cúmulo de 140 sondajes equipados con intercambiador de calor (155 mm de diámetro) de 150m de profundidad. Esta tienda se utiliza para calentar una fábrica adyacente según sea necesario, incluso meses después. Un ejemplo de cómo utilizar STES para recuperar y utilizar calor natural que de otro modo se desperdiciaría es la Comunidad Solar de Aterrizaje Drake en Alberta, Canadá. La comunidad utiliza un grupo de perforaciones en el lecho de roca para el almacenamiento de calor interestacional, y esto permite obtener el 97 por ciento de la calefacción de espacio del año-redondo de colectores térmicos solares en los techos del garaje. Otra aplicación STES es la recuperación del frío del invierno mediante la circulación de agua a través de una torre de refrigeración seca, y el uso de eso para enfriar un acuífero profundo o cúmulo de perforación. El frío se recupera más tarde del almacenamiento para el aire acondicionado de verano. Con un coeficiente de rendimiento (COP) de 20 a 40, este método de enfriamiento puede ser diez veces más eficiente que el aire acondicionado convencional.